# Literatura a les xarxes
La presència de la literatura a les xarxes socials és una pràctica que s'ha estès gradualment a Catalunya i al món. Partint dels principis i una part de l'àmbit d'actuació de les Humanitats Digitals, la quantitat de persones interessades en digitalitzar les obres literàries ha incrementat molt notablement durant els últims anys. El contingut és generalment creat directament a la xarxa, pel que és breu i sintetitzat, encara que molt sovint també s'empra material digitalitzat, ja sigui per a la seva conservació o per la incorporació d'aquest al món digital.
L'objectiu bàsic, però, no és tan el de la producció artística en línia sinó el de visibilitzar i donar a conèixer una dimensió global de les associacions literàries, com apuntava Jeff Howe, professor a la Universitat Harvard i editor de la revista Wired. De la mateixa manera que les Humanitats Digitals, es combina la metodologia pròpia de la disciplina literària tradicional amb eines informàtiques com bases de dades, visualització de dades, recuperació de la informació, estadística, mineria de dades i l'edició digital.
El fenomen de globalització es deu en gran part, com és sabut, per la universalització de les xarxes socials i la Mass Media digital. La supervivència de les esferes socials, artístiques i culturals dels nostres temps ha depès i depèn encara de la seva adaptació, ja que aquestes han configurat, sens dubte, una nova realitat en constant canvi i actualització. Una disciplina que ha confrontat aquesta problemàtica ha estat la literatura. En primer lloc, per l'aparició dels E-books que ja suposà un canvi en el paradigma a més de les múltiples polèmiques i disconformitats que va generar. Amb tot, la substitució del llibre en format de paper i tinta, no ha desaparegut de les nostres vides tal com alguns auguraven. En segon lloc i en un escenari completament distint, la vastitud creixent de les xarxes socials i el seu poder influent han generat una nova incògnita: són aquestes, enemigues o no de l'aprenentatge i la difusió de la literatura? En el terreny publicitari la resposta és, molt probablement, menys discutida. El fet que el contingut digital de les xarxes arriba gairebé a tots els confins del món no és pas una sorpresa, pel que facilita la divulgació de noves publicacions, ressenyes, crítiques, recomanacions, etc. Amb tot, també és cert que la utilització de les cookies i la classificació de la publicitat segons el que visitem i consultem més a Internet, pot fer que el públic a qui li arribi aquest contingut quedi reduït. D'altra banda, com comenta la professora de la Universitat Oberta de Catalunya, Laura Santacruz, en el món de la docència la qüestió de la literatura a les xarxes com a mitjà i/o eina d'aprenentatge és un debat actual i molt present.

## Història
L'aparició de la literatura a les xarxes té un breu recorregut, ja que la mera possibilitat de la seva existència requereix, en primer lloc, una normalització i una universalització de l'ús d'Internet i un domini i coneixement mínim estès per tal de poder desenvolupar la tasca literària online i que resulti productiu. Així, el seu origen no té una data marcada fixa a la qual puguem remetre'ns per tal de parlar-ne, però el vincularem a la globalització del fenomen xarxes socials, encara que és una pràctica consumada a un termini summament recent.
Als anys 80, però, podem situar-hi les primeres manifestacions de Ciberliteratura que, tot i no està directament relacionada a la social media, té un paper important en el terreny de la literatura i les noves tecnologies.
D'altra banda, cal comentar que tot allò vinculat amb l'esfera virtual, està en una constant transformació i actualització; i és molt difícil establir-hi dogmes i limitacions.

## Avantatges i inconvenients
En paraules de Laura Santacruz, les xarxes socials són un espai de relació digital que permet difondre i compartir informació, recursos, idees i reflexions. Per tant, també per a compartir la lectura. No obstant això, són alhora un vòrtex d'estrès informatiu i contribueixen a la dispersió, la vaguetat i la superficialitat de l'obra literària.
D'altra banda, segons Mireia Manresa, doctora en Didàctica de la Llengua i la Literatura per la Universitat Autònoma de Barcelona amb la tesi “Els hàbits lectors dels adolescents. Efectes de les actuacions escolars en les pràctiques de lectura”, tots els estudis apunten que no hi ha una variació entre el volum de joves amb hàbit lector interioritzat i el fet que els joves passin una major part del seu temps a les xarxes. Les dades no semblen haver oscil·lat gaire des de la massificació d'Internet, fet que evidencia que mirar seguir a influencers, penjar periòdicament fotografies a Instagram o bé compartir contingut a Facebook, entre d'altres, no roba temps a aquells lectors ja consolidats. Val a dir, però, que si el flux tampoc no ha augmentat, sembla que el rol d'Internet i les xarxes socials queda en un paper neutral, ni avantatjós ni perjudicial, alhora d'incentivar la lectura entre els joves.
Amb tot, Mireia Manresa creu que la clau per aformar lectors és igualment la socialització de la lectura a través dels mitjans i les eines actuals, adaptant-nos a la realitat del moment. En la mateixa línia, Laura Santacruz, afirma que les xarxes socials són profitoses per a la conversa sobre la literatura i, en especial, el Twitter. És a dir, la utilització de les xarxes socials per a fomentar el coneixement i l'aprofundiment de la literatura és clau per a l'eixamplament de les ganes de conèixer i llegir de forma pública i en societat, ja que permet l'accés a l'altre; alhora que és el primer punt, entre els adolescents, per a la formació mínima d'un esperit crític sobre la literatura i un al·licient perquè vulguin introduir-se i aprofundir en aquest món. Potser la qüestió que cal abordar no és tan la difusió per Internet de la literatura des d'una vessant més tradicional, sinó la creació de nous projectes i pràctiques innovadores amb les eines que ens proporcionen les xarxes socials.

## Xarxes socials i aplicacions exclusivament de literatura
Més enllà de la utilització de les xarxes socials més conegudes com a Facebook, Twitter, Instagram... per tal de difondre i promoure la literatura, els amants de les lletres han creat i desenvolupat altres xarxes socials minoritàries però amb prou renom entre escriptors i crítics literaris. De nou, veiem la capacitat de les xarxes i la tecnologia per a originar espais de diàleg per a diferents veus entorn un mateix interès.
Les quatre aplicacions i/o pàgines amb més anomenada del moment són:

### Wattpad
Creada per Flor M. Saucedo i Ivan Yuen l'any 2003, Wattpad és la comunitat digital de lectors i escriptors més nombrosa del món. Amb més de 40 milions d'usuaris, l'objectiu de la xarxa és compartir i difondre tan aquells títols mundialment coneguts com elaboracions pròpies dels internautes per visibilitzar-les i donar-les a conèixer al món digital.

### Goodreads
Goodreads és una aplicació i una pàgina de catalogació social fundada el desembre de 2006 i llançada el gener de 2007 per Otis Chandler, II, informàtic i emprenedor, i Elizabeth Chandler. Bé a ser com una mena de base de dades immensa sobre literatura: des de títols de novel·les i poesia a ressenyes i crítiques sobre aquests. Les últimes dades oficials sobre el registre d'usuaris són de 2013, quan hi constaven un total de gairebé 20 milions. Aquest mateix any, Amazon adquirí l'empresa en possessió i les xifres no han parat d'augmentar.

### Lecturalia
Lecturalia té la fama de ser una de les plataformes i pàgines web més actives de la xarxa. Amb un format acadèmic i seriós, respon als seus usuaris d'una manera elaborada i complerta. Conté nombroses fitxes d'autors i llibres i, a més, disposa d'un apartat a la mateixa pàgina principal anomenat Novetats editorials, actualitzat constantment per tal de mantenir informats als seus lectors dels últims títols al sector editorial. Amb tot, no disposa d'una base de dades tan àmplia com Goodread i el seu públic es limita bastant a l'edat adulta.

### Beek
La seva creació va ser presentada com una alternativa de Goodreads, ja que en els inicis d'aquesta plataforma i pel que fa a la comunitat castellanoparlant, hi havia força mancances. Així, a finals del 2015 la mexicana Pamela Valdés i el guatemalteco Max Holzheu crearen aquesta xarxa social. Una de les seves característiques més destacades és l'opció de poder valorar els llibres amb emoticones o emojis segons el teu estat d'ànim, possibilitat que de seguida s'incorporaria a les demés plataformes. Té una estètica molt cuidada i intuïtiva, encara que el seu nom és, molt probablement, el menys conegut del llistat.

## Projectes i pràctiques literàries al món virtual
La llista de projectes i pràctiques literàries que corren -o millor dit, naveguen- per la xarxa és infinit i en constant creixement, renovació i ampliació. Un aspecte que és important subratllar és el volum considerable d'aquests que tenen lloc a la plataforma Twitter, valent-se del popular i comunament utilitzat hashtag, que permet l'associació de continguts diversos en tuits diferents i originaris d'usuaris diferents, també. L'ús d'aquesta xarxa social per a difondre literatura s'ha estès fins a tal punt que molts crítics han concebut aquest espai com un nou gènere literari: el del micro-relat de 140 caràcters.
El 2008 va tenir lloc el primer experiment literari a Twitter. Matt Richtel, escriptor del New York Times, va presentar el Twiller, una temptativa online amb el desig d' obrir una porta a futurs estudis amb la presentació de diferents exemples de la narrativa digital a través del temps . El projecte se centrava en la construcció a temps real d'un thriller, el protagonista del qual era un home de mitjana edat que es despertava, tot de sobte, a les muntanyes del Colorado amb amnèsia. Davant d'aquesta situació, l'única possessió d'aquest individu era un smartphone amb Twitter, i havia de començar a escriure aquí la seva història, sols en 140 caràcters cada vegada. A partir d'aquest moment, han estat i són abundants les propostes, els projectes i les pràctiques que tenen lloc a la xarxa. A més dels fenòmens i esdeveniments que hi ha a continuació, hi ha nombrosos hashtags, com per exemple #booksthatchangedmyworld, comptes a Instagram com el de la poetessa canadenca Rupi Kaur, i incomptables propostes i suggeriments d'usuaris que es fan virals i ajuden al món literari a estendre's per l'innovador univers de les xarxes socials.

### Twitter Fiction Festival
El 2012, quatre anys més tard de l'experiment de Richtel, tingué lloc el primer festival de ficció literària online, també a Twitter, titulat #TwitterFictionFestival. Un festival que encara té vigència, ja que se centra en descobrir, abraçar i desenvolupar l'art de les històries a Twitter, ja que és aquí on tothom explica les seves històries des de qualsevol punt del món . Aquest esdeveniment té una durada de cinc dies i ve a ser una celebració virtual on aquells escriptors, crítics i editors que ho volen, comparteixen les seves idees de ficció a la plataforma. Els participants oficials, però, són seleccionats prèviament per un jurat especialista en literatura.
El 2015, l'editorial Penguin Random House col·laborà activament al festival.

### Twitterature
L'interès d'aquesta mateixa editorial pel vincle de les noves tecnologies i Internet amb la literatura, es fa palès amb Twitterature, una antologia d'Alexander Aciman i Emmett Rensin, dos estudiants de la Universitat de Chicago, publicat en paper que aborda els clàssics de Kafka, Kerouac, Dostoevsky, Dickens o Shakespeare i els re-elabora en format tuit. En aquest cas, veiem que l'ambició no és la de promoure l'escriptura, sinó la de reescriure i actualitzar l'univers literari tradicional de tots els temps.

Com escriuen els seus autors a la contraportada del llibre: 
Potser alguna vegada t'has preguntat: Què és el que intenta dir, exactament, Hamlet? Per què [Shakespeare] traça les paraules en el lirisme i, en definitiva, xoca contra l'arbust?" No hi ha cap dubte que aquestes qüestions tan inquietats haurien estat respostes amb rapidesa si el Príncep de Dinamarca hagués estat un usuari de Twitter. Això, en essència, és Twitterature. (Aciman, Alexander i Rensin, Emmett. Nova York, 2009)
Amb humor i perspicàcia, es recullen més de vuitanta obres de la literatura occidental, des de Beowulf a Bronte, de Kafka a Kerouac, i de Dostoievski a Dickens, de cadascuna d'elles es destil·la la seva essència més profunda. El llibre inclou un glossari complet de sigles online i termes bàsics de Twitter per ajudar els aficionats, proporcionant-li així, al lector, tot el necessari per a dominar el món de la literatura i, al mateix temps, alleugerar-li la inusitada tasca de llegir-lo per complet. Tant és així, que The Wall Street Journal n'ha escrit la següent sentència:
Do you hear that? It’s the sound of Shakespeare, rolling over in his grave. 

### One book, one twitter
Una de les comunitats virtuals més esteses a nivell mundial és la de #onebookonetwitter, que uneix més de 8.000 internautes de més d'una trentena de països diferents, promulgada per Jeff Howe. La xarxa social de Twitter permet a tots aquells qui ho vulguin discutir sobre una mateixa obra literària a través d'ella, utilitzant el hashtag que dona nom al projecte. En aquest club de lectura digital hi té cabuda tothom qui ho vulgui, un aspecte que mai podrà ser competit per un grup de lectura presencial.
El projecte del professor universitari és una adaptació online de «One city, one book», iniciada el 1998 per primer cop als Estats Units, concretament a la ciutat de Seattle, sota la denominació de "If All of Seattle Read the Same Book". La iniciativa tenia com a objectiu reunir a tots els habitants de la ciutat per tal que llegissin una mateixa novel·la en el mateix període. En aquest primer moment, el llibre escollit fou The Sweet Hereafter de Russell Bank, escrit i publicat el 1991. Nancy Pearl, crítica literària i directora executiva del Center for the Book de Washington, en va ser la impulsora principal. El projecte va tenir una bona rebuda a nivell mundial i s'estengué ràpidament per diferents capitals. El 2007, hi havia registrats un total de 707 programes diferents a ciutats diferents, encara que cadascuna d'aquestes tingués objectius més específics o no a part de la difusió literària.
Si bé el projecte de Nancy Pearl es va estendre ràpidament, la seva versió a Internet va ser espectacular. El creador de #onebookonetwitter explica que aquest fet es deu a saber que en qualsevol moment del dia, durant les vint-i-quatre hores que té aquest, i durant els set dies que té la setmana, pots endinsar-te i consultar qualsevol petit detall ; que al minut mateix n'obtindràs la resposta, potser fins i tot d'algú que es troba a l'altre punta del planeta terra . I això, confessa, no pot equiparar-se a cap club de lectura tradicional i presencial. Amb tot, Howe té molt present que al món virtual li falta la intimitat que et dona una reunió al saló de casa , perquè no et permet mirar als ulls a l'altre, ni assaborir el plaer del to de veu, de la mirada, del tacte i de l'emoció física.

### The Book Club
Una altra iniciativa és la @thebookclubABC, un compte de Twitter oficial gestionat per la televisió australiana ABCi que pretén ser un fòrum mensual de debat literari on els usuaris poden debatre i discutir sobre literatura per tal d'emetre un episodi final on es recollissin opinions, crítiques, cites, etc. i tot aquell contingut literari penjat a la xarxa utilitzant el hashtag #bookclubABC. Organitzats per Jennifer Byrne, periodista i editora australiana, cada episodi cobreix un llibre de publicació recent i un clàssic que ha perdurat en el temps.

## La literatura a les xarxes a Catalunya
En el territori català, la literatura online és un fenomen també molt estès. Com reivindica Laura Borràs, especialista en teoria de la literatura i literatura comparada, directora de la Institució de les Lletres Catalanes i una de les principals promotores i impulsores d'aquesta literatura virtualitzada a Catalunya:
| «                           | En l'era de la tecnologia i d'una economia basada en un ritme accelerat de consum pot semblar un gest gairebé arqueològic reivindicar la importància d'una formació humanística.Tanmateix, penso que val la pena fer-ho. | » |
| — Laura Borràs i Castanyer, | |   |

A més, altres projectes o pràctiques de literatura a les xarxes que s'estan duent a terme actualment a Catalunya són, per exemple, els cicles de lectura-debat Tritextuals, organitzats per l'Associació d'Escriptors en Llengua Catalana, que pretenen posar en diàleg una determinada temàtica des de visions o gèneres literaris diferents, en relació al món globalitzat i digitalitzat actual. En la mateixa línia, han aparegut megazins digitals de cultura, més o menys especialitzats en literatura, com Catorze o Núvol. O, d'altra banda, ampliant l'horitzó de la literatura al de les humanitats en general, el hashtag #taldiacomavui que rememora fets que van ocórrer en el passat en el mateix dia del calendari on ens trobem en el moment de citar-lo. La proposta a Twitter es gestà gràcies a la secció amb el mateix nom del diari ElNacional.cat.
Un aspecte important per a subratllar és la presència de les dones en l'àmbit de la promulgació i difusió a les xarxes i al món digital de la literatura i la cultura en l'àmbit català. Com podem constatar, la majoria d'iniciatives, projectes i idees llueixen un nom de dona al capdamunt, fet que evidencia la capacitat esperonadora i estimulant d'aquestes veus femenines tan en l'esfera creativa i innovadora com en la qualitativa i actual; i que si bé no ha de sorprendre'ns en absolut, hem de posar-hi un especial accent, ja que encara no ens trobem, ni aquí ni arreu del planeta, en una situació d'equilibri i igualtat de gènere.

### El Llibreter
Hi ha diversos blogs en català que se centren en el comentari de lectures i obres literàries, el més conegut és El Llibreter. És la comunitat de lectura virtual de la ILC que té més de 15.000 lectors. És un fòrum interactiu sobre les lletres i la lectura, obert a tots els públics lectors. Lectura social. Lectura en xarxa i a la xarxa.

### @Quèllegeixes?
@Quèllegeixes? és la comunitat de lectors en xarxa de la Institució de les Lletres Catalanes. La seva activitat se centra bàsicament en el perfil de Twitter i en la pàgina web, on es recomanen llibres, es comenta sobre lectures compartides, s'incentiven jocs i premis i molt més. A més, s'informen d'actes i activitats arreu de Catalunya: presentacions de noves publicacions, mercats de llibres, fires, recitals, etc.

### Llegim i piulem
A Catalunya, el món literari a les xarxes no s'havia explorat a Twitter fins que va aparèixer Llegim i piulem, que també compte amb els blogs però centre la seva activitat a Twitter. Els seus impulsors van escollir aquest nom per a la iniciativa precisament perquè molt sovint s'anomena ‘’piular’’ del fet de compartir missatges a Twitter, partint de la traducció literal de l'anglès, twit. El volum de narracions entorn el qual es va desenvolupar la primera tertúlia online - tertúlia literària 2.0, com n'anomenen ells- va ser amb Xocolata desfeta de Joan-Lluís Lluís.
La proposta és comentar un llibre diferent cada quinze dies, sempre d'autors catalans i en català, i que els usuaris escriguin en 140 caràcters opinions, referències o crítiques breus. Així mateix, @llegimipiulem és un estímul per escriure i piular en català, que alhora que permet estendre la dimensió literària catalana a les xarxes socials. D'entrada, sembla que aquesta limitació del contingut podria impedir un diàleg constant però el cert és que "llegimipiulem" ja ha acumulat més d'un centenar de missatges sobre el llibre triat, compta amb una norantena de seguidors al compte de Twitter i forma part d'un centenar de llistes de Twitter, elaborades pels mateixos usuaris.

#### Funcionament
Es tracta d'un debat obert a tothom. Les seves dinamitzadores, Judith Vives (@judithvives), Neus Pinart (@npini) i Laura Santacruz (@lalectora), de la mà de la Institució de les Lletres Catalanes, seleccionen una obra de literatura catalana, a la qual s'associa una etiqueta, acompanyada de la referencial, #llegimipiulem i durant un determinat període se'n fa tertúlia a Twitter.

### La literatura en un tuit
La literatura en un tuit és el títol d'un llibre de Laura Borràs que fa exactament això: explicar la història de la literatura i els seus autors més rellevants en (gairebé sempre) un tuit.
L'autora explica que el primer pas per a fer-lo va ser fer un mapa de la seva pròpia biblioteca, una mena d'”autoradiografia”. Els límits que suposen els 140 caràcters són evidents. A més, un llibre físic també té una extensió limitada, fet que suposa una dificultat alhora de voler sintetitzar la història de la literatura universal en la seva totalitat.

Com l'autora escriu:
La literatura en un tuit és una porta d'entrada a algunes de les millors obres de la literatura universal, un convit a llegir-les en tota la seva extensió i profunditat. De la Bíblia a Mercè Rodoreda, passant per Èsquil, els trobadors, Shakespeare, Flaubert o Sylvia Plath, la història de la literatura està plena d'obres i escriptors imprescindibles.
En moltes de les presentacions del llibre, Borràs ha comentat la necessitat de vincular les humanitats amb l'era digital, que és la que ens trobem. Claude Lévi-Strauss, en una conferència que l'autora recupera tot sovint per exemplificar i argumentar aquest casament, parla de doble dimensió humana: cal la tècnica -i, per tant, la tecnologia, les xarxes socials, etc- i la cultura. Aquesta primera perquè ens permet controlar el mitjà en què vivim, aconseguir millores que ens permetin domar l'entorn natural. I la cultura perquè ens enriqueix i ens ajuda a no haver de començar de zero cada vegada, i anar traslladant així tot allò que acumulem. Per això, la directora de la ILC afirma que les humanitats han trobat un camí dins del món digital per continuar oferint allò que tenen per oferir .
A més dels seu compte personal (@LauraBorras), el de la ILC (@lletres), el de @quellegeixes i @HermeneiaTweets, Laura Borràs gestiona també el twitter d'alguns autors morts per tal de donar-los visibilitat, com per exemple els de @P_calders, @Joan_Sales, @artis_gener, @Salvador_Espriu i també el de la @QuimaJaume.

#### #piulempoesia
Arrel del llibre Borràs, la xarxa va començar-se a omplir de cites literàries breus, a partir de fotografies i text o sols aquest últim. A hores d'ara, ja són molts els escriptors com, crítics i usuaris corrents que s'han sumat a piular poesia en català a Twitter. A més, l'etiqueta s'ha estès tant que s'hi enllacen articles, conferències i tot allò que pugui està relacionat amb la literatura i estigui penjat a Internet.

### Hermeneia
Hermeneia és un grup de recerca dirigit per Laura Borràs i integrat per 23 investigadors procedents de diferents universitats catalanes, espanyoles, europees i americanes que estudia la confluència entre la literatura i la tecn. digital en una dimensió evolutiva, creativa, reflexiva i educativa. El projecte requereix l'intercanvi i el diàleg de diferents perspectives acadèmiques, i és per aquest motiu que s'ha volgut incloure diferents mirades a propòsit de la literatura digital. Aquesta combinació, com els seus membres sentencien, és un fenomen revolucionari i canviant i una de les grans riqueses d'aquest grup de recerca internacional . A mesura que ha avançat la seva trajectòria, s'han anat incorporant nous projectes culturals, iniciatives, xarxes docents, col·laboradors... per tal de completar tant com sigui possible aquesta xarxa extensa de relacions que facilita l'obtenció d'una visió polièdrica i pluridisciplinar de l'objecte d'estudi literari entès en un sentit ampli . El grup disposa d'un compte de Twitter, @HermeneiaTweets, on es van publicant les novetats i activitats d'Hermeneia.

#### Línies de recerca i Objectius
El projecte ha integrat des dels seus inicis les línies de recerca següents:
- Hipertext i estudis literaris
- Teoria de la literatura i literatura comparada a la xarxa
- Les noves formes de producció i recepció a la xarxa. La e-literatura

Cadascuna d'elles amb els seus corresponents objectius i motivacions, tal com es detalla a la seva pàgina de web oficial.
D'altra banda, Hermeneia té també dos objectius més amplis i que poden aplicar-se de manera global a tot el projecte. Són els detallades a continuació:
- Des d'una perspectiva teòrica, el grup es proposa fer una recerca orientada a l'aplicació dels sistemes informàtics interactius que integren les morfologies de la informació (text, imatge i so) a la literatura, tot proposant una anàlisi crítica al voltant de les repercussions que aquesta aplicació porta implícites.
- Tanmateix té com a objectiu estudiar l'impacte, els canvis i les conseqüències que les tecnologies han provocat, provoquen i provocaran en un futur en els Estudis literaris i en les Humanitats, en general.
- En un nivell més pràctic, pretenem sistematitzar els coneixements sobre la matèria (mapa dels Estudis literaris a la xarxa) i posar-los a l'abast del teixit universitari europeu mitjançant la creació i manteniment d'una web/portal de referència.

En definitiva, Hermeneia pretén fer un seguiment de les noves percepcions crítiques suscitades per les reaccions i interaccions dels Estudis literaris i les tecnologies digitals .

#### Si ets...
A la seva pàgina web, ofereixen tres grans apartats segons si ets  lector, professor o navegant. Així, en el primer cas, Hermeneia et convida a assaborir algunes de les mostres, més de 700 obres de literatura digital . En segon lloc, et descobreixen noves maneres d'ensenyar a través de les TIC: exemples didàctics i més de 30 treballs . Finalment, pels navegants curiosos, la xarxa es converteix en un espai de reflexió sobre la literatura i les noves tecnologies, gràcies a una sala de lectura amb més de 340 textos teòrics .

### #amblaILC i #lletresperlademocràcia
Amb la intervenció als comptes de la Generalitat de Catalunya, la tardor de 2017, la Institució de les Lletres Catalanes es va veure privada i gestionada per part del Govern d'Espanya, cosa que va perjudicar, interrompre i fins i tot anul·lar molts dels actes i projectes que feia aquesta institució. En solidaritat per la seva directora, Laura Borràs, i pels seus treballadors i col·laboradors; i partint del fet que Borràs és summament partidària del vincle literatura-xarxes, a més de ser molt activa a Twitter, molts perfils van començar a citar i referenciar tuits sobre literatura catalana relacionats, alhora, amb la llibertat i el país petit  que és Catalunya, a aquesta mateixa xarxa social, afegint els hashtags; #amblaILC] i #lletresperlademocràcia.

Algunes de les frases que han transcorregut més són, per exemple: 
 Tu pots dir la meva barca però les veles sempre són del vent  de Tonina Canyelles 
O bé:
"Perquè em sé presonera me'n vaig" de Felícia Fuster
Amb la vulneració de drets fonamentals durant el mes d'octubre d'aquest mateix any com ho són la llibertat d'expressió i pensament, aquestes dues etiquetes, en especial la segona que encara segueix activa, van fer-se molt populars entre els usuaris independentistes catalans, que ho van veure com una forma més de reivindicació i manifestació de la seva indignació en relació als fets polítics i socials, en especial els relacionats amb el referèndum per a l'autodeterminació de Catalunya de l'1 d'octubre de 2017.

### Understanding Shakespeare
Aquest és un projecte compartit entre Journal Storage i la Folger Shakespeare Library, que vol apropar els clàssics del dramaturg anglès més important de tots els temps al públic del món virtual, relacionant-los amb els articles digitals de l'arxiu fosc de biblioteca en línia que en parlen. Les obres ofereixen la possibilitat de clicar sobre totes i qualsevol de les seves línies i enllaçar-les als articles corresponents.
D'altra banda, també es pot buscar directament dins de cada obra pel número d'acte i d'escena.
La Universitat de Barcelona i el seu CRAI col·laboren a la difusió del projecte Understanding Shakespeare mitjançant l'accés als recursos electrònics als seus alumnes, ja que aquest no és obert a tothom.
Les obres que s'hi poden trobar actualment són:
- ALL'S WELL THAT ENDS WELL
- ANTONY AND CLEOPATRA
- AS YOU LIKE IT
- THE COMEDY OF ERRORS
- CORIOLANUS
- CYMBELINE
- HAMLET
- HENRY IV (Part I i II)
- HENRY V
- HENRY VI (Part I, II i III)
- HENRY VIII
- JULIUS CAESAR
- KING JOHN
- KING LEAR
- LOVE'S LABOR'S LOST
- MACBETH
- MEASURE FOR MEASURE
- THE MERCHANT OF VENICE
- THE MERRY WIVES OF WINDSOR
- A MIDSUMMER NIGHT'S DREAM
- MUCH ADO ABOUT NOTHING
- OTHELLO
- PERICLES
- RICHARD II
- RICHARD III
- ROMEO AND JULIET
- THE TAMING OF THE SHREW
- THE TEMPEST
- TIMON OF ATHENS
- TITUS ANDRONICUS
- TROILUS AND CRESSIDA
- TWELFTH NIGHT
- THE TWO GENTLEMEN OF VERONA
- THE TWO NOBLE KINSMEN
- THE WINTER'S TALE